# New Born Day
New Born Day is het debuutmuziekalbum van de Noorse band Ruphus. Het is opgenomen in september 1973 in de Rosenborg Studios in Oslo. Het bevat een mengeling van jazzrock en progressieve rock. Ook andere stijlen zijn hoorbaar, te vangen onder de noemer krautrock. Het album is in Noorwegen uitgebracht door Polydor Noorwegen; in Duitsland via Brain Metronome. In de rest van de wereld werd het album niet uitgebracht. Het album was in 1974 al moeilijk verkrijgbaar; in 1993 was kortstondig de compact disc verkrijgbaar via Panorama Records. In 2019 kwam er opnieuw een heruitgave via Karisma Records. IO Pages schreef naar aanleiding van die laatste uitgave, dat in de ruwe muziek het hammondorgelspel een gelijkenis is te vinden met Salisbury van Uriah Heep. 

## Musici
- Hans Petter Danielsen – gitaar;
- Kjell Larsen – gitaar, fluit;
- Hakon Graf – toetsen;
- Thor Bendiksen – slagwerk;
- Asle Nielsen – basgitaar en dwarsfluit;
- Gudny Aspaas – zang
- Rune Sundby – zang, gitaar en saxofoon.

## Composities
| Nr. | Titel                      | Duur |
| --- | -------------------------- | ---- |
| 1.  | Coloured dreams            | 4:04 |
| 2.  | Scientific ways            | 5:59 |
| 3.  | Still alive                | 4:35 |
| 4.  | The man who started it all | 5:28 |
| 5.  | Trapped in a game          | 6:06 |
| 6.  | New born day               | 5:43 |
| 7.  | Day after tomorrow         | 8:47 |
| 8.  | Flying dutchman fantasy    | 3:08 |
| 9.  | Opening theme              | 3:18 |

De laatste twee tracks zijn bonustracks afkomstig van de single. De langspeelplaat moest na track 5 omgedraaid worden.